# Franco Neto
Franco José Vieira Neto (Fortaleza, 11 november 1966), spelersnaam Franco, is een voormalig Braziliaans beachvolleyballer. Met Roberto Lopes won hij tweemaal het eindklassement van de FIVB World Tour en nam hij in 1996 deel aan de Olympische Spelen.

## Carrière

### 1990 tot en met 2002
Neto speelde de eerste twaalf jaar van zijn beachvolleybalcarrière samen met Roberto Lopes. Het tweetal debuteerde in 1990 in de FIVB World Tour. Ze namen dat jaar deel aan vier toernooien en behaalden daarbij twee derde (Rio de Janeiro en Sète) en twee vijfde plaatsen (Lignano en Enoshima). Het jaar daarop deden ze mee aan twee toernooien in de World Tour; in Rio eindigde het duo als vijfde en in Sydney als derde. In 1992 werden ze derde in Sydney en zevende in Rio. Een jaar later eindigde het tweetal in Rio op de vierde plaats. In het seizoen 1993/94 speelden Lopes en Neto drie internationale wedstrijden. Ze boekten twee overwinningen (Enoshima en Rio de Janeiro) en een tweede plaats (Miami) en wonnen daarmee het eindklassement van de World Tour. Het daaropvolgende seizoen werden Neto en Lopes eerste in Fortaleza en derde in Rio. In het seizoen 1995/96 namen Neto en Lopes deel aan zestien toernooien waarbij ze enkel toptienklasseringen noteerden. Ze behaalden acht zeges (Marbella, Clearwater, Busan, Enoshima, Espinho, La Baule, Fortaleza en Rio), twee tweede plaatsen (Berlijn en Bali), twee derde plaatsen (Lignano en Tenerife), drie vijfde plaatsen (Marseille, Hermosa Beach en Oostende) en een zevende plaats (Carolina). Daarmee won het duo voor de tweede keer het eindklassement van de World Tour.
In 1996 speelden ze verder elf World Series-toernooien met twee overwinningen (Marseille en Jakarta), twee tweede plaatsen (Marbella en Hermosa Beach) en twee vierde plaatsen (Alanya en Carolina) als resultaat. Met Carlos Garrido werd hij bovendien vijfde in Durban. Daarnaast hadden Neto en Lopes zich als eerste geplaatst voor de Olympische Spelen in Atlanta. Het duo eindigde als negende nadat ze in de derde ronde verloren van het Spaanse tweetal Javier Bosma en Sixto Jiménez en in de herkansing werden uitgeschakeld door Jan Kvalheim en Bjørn Maaseide uit Noorwegen. Het jaar daarop kwamen ze bij tien reguliere FIVB-toernooien tot een tweede plaats in Espinho en twee vierde plaatsen in Lignano en Alanya. Bovendien namen ze deel aan de eerste wereldkampioenschappen beachvolleybal in Los Angeles, waar ze de achtste finale bereikten die ze verloren van hun landgenoten Paulão Moreira en Paulo Emilio. In 1998 was het duo voornamelijk actief in de AVP Tour waarin ze meededen aan negentien toernooien. Ze eindigden daarbij driemaal op de tweede (Daytona Beach, Cleveland en Minneapolis) en viermaal op de derde plaats (Cincinnati, Milwaukee, Atlanta en Hermosa Beach) eindigden. Daarnaast speelden ze in Rio en Vitória twee wedstrijden in de World Tour waar ze respectievelijk een derde en een tweede plaats behaalden.
Het daaropvolgende seizoen waren Neto en Lopes actief op vier reguliere toernooien op mondiaal niveau met een derde plaats in Vitória als beste resultaat. Het duo wist zich verder niet te plaatsen voor het hoofdtoernooi van de WK in Marseille. Bij de Pan-Amerikaanse Spelen in Winnipeg wonnen ze de bronzen medaille nadat ze in de troostfinale te sterk waren voor de Cubanen Ihosvany Chambers en Lazaro Milian Carvajal. In de Amerikaanse competitie namen ze deel aan vier toernooien met een tweede plaats in Chicago als beste resultaat. Bovendien speelde Neto nog vijf andere wedstrijden in de AVP Tour, waarvan drie met Brian Lewis met wie hij een eerste (Muskegon) en tweede plaats (Cleveland) behaalde. In 2000 deed Neto met Lopes mee aan zes wedstrijden in de World Tour met een derde plaats in Macau en een vierde plaats in Mar del Plata als beste resultaten. In het Amerikaanse circuit vormde hij een team met Lee LeGrande. Bij acht toernooien wisten ze viermaal tot de halve finales te komen; ze behaalden een eerste (Santa Barbara), tweede (Muskegon), derde (Seal Beach) en vierde plek (Virginia Beach). Het seizoen daarop bereikten Neto en Lopes bij vier van de zeven World Tour-toernooien de top tien; ze werden derde in Mallorca, vijfde in Vitória en zevende in Lignano en Oostende. In 2002 kwamen ze bij negen internationale toernooien tot een vierde (Gstaad), een vijfde (Klagenfurt) en drie negende plaatsen (Berlijn, Cádiz en Fortaleza). Na het seizoen ging het tweetal uit elkaar.

### 2003 tot en 2011
In 2003 speelde Neto samen met Harley Marques. Het tweetal deed mee aan negen reguliere FIVB-toernooien en behaalde daarbij acht toptienklasseringen. Ze boekten de overwinning in Berlijn en eindigden als vierde in Mallorca. Daarnaast namen ze deel aan de WK in eigen land waar ze in de achtste finale werden uitgeschakeld door het Amerikaanse duo Dain Blanton en Jeff Nygaard. Vervolgens vormde Neto van 2004 tot halverwege 2005 een team met Tande Ramos. Het eerste jaar speelden ze dertien wedstrijden in de World Tour waarbij ze eenmaal buiten de top tien eindigden. Het duo behaalde podiumplaatsen in Kaapstad (eerste), in Stare Jabłonki en Klagenfurt (tweede) en in Carolina en Stavanger (derde). Het jaar daarop verloren ze bij de WK in Berlijn in de derde ronde van de Russen Dmitri Barsoek en Roman Arkajev, waarna ze in de vierde ronde van de herkansing werden uitgeschakeld door Conrad Leinemann en Richard van Huizen uit Canada. Bij acht FIVB-toernooien kwamen ze verder tot een derde (Sint-Petersburg), twee vierde (Gstaad en Stare Jabłonki) en twee vijfde plaatsen (Zagreb en Salvador). Eind augustus wisselde Neto van partner naar Pedro Cunha en hetzelfde jaar namen ze deel aan vier internationale toernooien met onder meer een tweede plaats in Acapulco, een vierde plaats in Montreal en een vijfde plaats Kaapstad als resultaat.
In 2006 waren Neto en Cunha actief op veertien mondiale toernooien waarbij ze twaalf keer de top tien bereikten. Het duo werd tweemaal tweede (Shanghai en Stare Jabłonki), viermaal derde (Espinho, Marseille, Montreal en Vitória), eenmaal vierde (Gstaad) en tweemaal vijfde (Sint-Petersburg en Parijs). Het daaropvolgende seizoen speelden ze elf reguliere wedstrijden in de World Tour. Ze wonnen in Marseille, eindigden als tweede in Manama, Espinho en Parijs en werden vierde in Sint-Petersburg en Stare Jabłonki. Bij de WK in Gstaad bereikten ze de achtste finale waar ze werden uitgeschakeld door de Amerikanen Jacob Gibb en Sean Rosenthal. In 2008 namen ze deel aan vijf toernooien met een derde plaats in Shanghai als beste prestatie, waarna Neto de rest van het jaar een team vormde met Benjamin Insfran. Bij tien toernooien kwamen ze tot negen toptienklasseringen met onder andere een derde plaats in Mallorca en drie vijfde plaatsen in Moskou, Marseille en Guarujá als resultaat. Het jaar daarop was Neto met verschillende partners – waaronder Insfran en Ricardo Santos – actief op in totaal zeven FIVB-wedstrijden met een vijfde plaats in Den Haag als beste resultaat. In 2010 deed hij met Jan Ferreira de Souza mee aan drie internationale toernooien en in 2011 speelde Neto met Lipe Rodrigues in Brasilia zijn laatste wedstrijd in de World Tour.

## Palmares
Kampioenschappen
- 1996: 9e OS
- 1997: 9e WK
- 1999:  Pan-Amerikaanse Spelen
- 2003: 9e WK
- 2007: 9e WK

FIVB World Tour
- 1990:  Rio de Janeiro Open
- 1990:  Sète Open
- 1991:  Sydney Open
- 1992:  Sydney Open
- 1993:  Enoshima Open
- 1994:  Miami Open
- 1994:  Rio de Janeiro Open
- 1994:  FIVB World Tour
- 1994:  Fortaleza Open
- 1995:  Rio de Janeiro Open
- 1995:  Marbella Open
- 1995:  Clearwater Open
- 1995:  Berlijn Open

- 1995:  Busan Open
- 1995:  Enoshima Open
- 1995:  Lignano Open
- 1995:  Espinho Open
- 1995:  La Baule Open
- 1995:  Tenerife Open
- 1995:  Fortaleza Open
- 1995:  Bali Open
- 1996:  Rio de Janeiro Open
- 1996:  FIVB World Tour
- 1996:  World Series Marbella
- 1996:  World Series Hermosa Beach
- 1996:  World Series Marseille
- 1996:  World Series Jakarta
- 1997:  Grand Slam Espinho
- 1998:  Rio de Janeiro Open
- 1998:  Vitória Open
- 1999:  Vitória Open
- 2000:  Macau Open
- 2001:  Mallorca Open

- 2003:  Grand Slam Berlijn
- 2004:  Kaapstad Open
- 2004:  Carolina Open
- 2004:  Stavanger Open
- 2004:  Stare Jabłonki Open
- 2004:  Grand Slam Klagenfurt
- 2005:  Sint-Petersburg Open
- 2005:  Acapulco Open
- 2006:  Shanghai Open
- 2006:  Espinho Open
- 2006:  Marseille Open
- 2006:  Montreal Open
- 2006:  Stare Jabłonki Open
- 2006:  Vitória Open
- 2007:  Manama Open
- 2007:  Espinho Open
- 2007:  Grand Slam Parijs
- 2007:  Marseille Open
- 2008:  Shanghai Open
- 2008:  Mallorca Open